# Jon Hamm
Jonathan Daniel "Jon" Hamm (født 10. marts 1971 i St. Louis, Missouri) er en amerikansk skuespiller.
Han er nok mest kendt for sin rolle som Don Draper i TV-serien Mad Men. Han har også blandt andet medvirket i nyindspilningen af science-fictionfilmen The Day the Earth Stood Still fra 2008.

## Filmografi

### Film
| Year | Title                          | Role                                        | Notes                   |
| ---- | ------------------------------ | ------------------------------------------- | ----------------------- |
| 2000 | Space Cowboys                  | Young Pilot No. 2                           |                         |
| 2001 | Kissing Jessica Stein          | Charles                                     |                         |
| 2002 | We Were Soldiers               | Capt. Matt Dillon                           |                         |
| 2006 | Ira & Abby                     | Ronnie                                      |                         |
| 2007 | The Ten                        | Chris Knarl                                 |                         |
| 2008 | The Day the Earth Stood Still  | Dr. Michael Granier                         |                         |
| 2009 | A Single Man                   | Hank Ackerley (voice)                       | Uncredited              |
| 2009 | Stolen                         | Tom Adkins Sr.                              |                         |
| 2010 | Shrek Forever After            | Brogan (voice)                              |                         |
| 2010 | The A-Team                     | Agent Lynch                                 | Uncredited              |
| 2010 | The Town                       | Adam Frawley                                |                         |
| 2010 | Howl                           | Jake Ehrlich                                |                         |
| 2011 | Sucker Punch                   | High Roller / Doctor                        |                         |
| 2011 | Bridesmaids                    | Ted                                         | Uncredited              |
| 2012 | Friends with Kids              | Ben                                         | Also producer           |
| 2013 | The Congress                   | Dylan Truliner (voice)                      |                         |
| 2014 | Million Dollar Arm             | J. B. Bernstein                             |                         |
| 2015 | Minions                        | Herb Overkill (voice)                       |                         |
| 2016 | Absolutely Fabulous: The Movie | Himself                                     | Cameo                   |
| 2016 | Keeping Up with the Joneses    | Tim Jones                                   |                         |
| 2017 | Marjorie Prime                 | Walter                                      | Also executive producer |
| 2017 | Baby Driver                    | Jason “Buddy” Van Horne                     |                         |
| 2017 | Aardvark                       | Craig Norman                                |                         |
| 2018 | Nostalgia                      | Will Beam                                   |                         |
| 2018 | Beirut                         | Mason Skiles                                |                         |
| 2018 | Tag                            | Bob Callahan                                |                         |
| 2018 | Bad Times at the El Royale     | Laramie Seymour Sullivan / Dwight Broadbeck |                         |
| 2019 | The Report                     | Denis McDonough                             |                         |
| 2019 | Lucy in the Sky                | Mark Goodwin                                |                         |
| 2019 | Between Two Ferns: The Movie   | Himself                                     |                         |
| 2019 | The Jesus Rolls                | Paul                                        |                         |
| 2019 | Richard Jewell                 | Tom Shaw                                    |                         |
| 2020 | Top Gun: Maverick              |                                             | Post-production         |
| TBA  | Wild Mountain Thyme            | Adam                                        | Post-production         |

### Television
| Year       | Title                                               | Role                                     | Notes                                                             |
| ---------- | --------------------------------------------------- | ---------------------------------------- | ----------------------------------------------------------------- |
| 1996       | The Big Date                                        | Himself                                  | Contestant                                                        |
| 1997       | Ally McBeal                                         | Gorgeous Guy at Bar                      | Episode: "Compromising Positions"; uncredited                     |
| 2000       | The Hughleys                                        | Buzz                                     | Episode: "Lies My Valentine Told Me"                              |
| 2000       | The Trouble with Normal                             | Jackson                                  | Episode: "Pilot"                                                  |
| 2000–2001  | Providence                                          | Burt Ridley                              | 18 episodes                                                       |
| 2001       | Early Bird Special                                  | Red-Headed Cop                           | Episode: "Pilot"                                                  |
| 2002       | Gilmore Girls                                       | Peyton Sanders                           | Episode: "Eight O'Clock at the Oasis"                             |
| 2002–2004  | The Division                                        | Inspector Nate Basso                     | 66 episodes                                                       |
| 2005       | CSI: Miami                                          | Dr. Brent Kessler                        | 2 episodes                                                        |
| 2005       | Point Pleasant                                      | Dr. George Forrester                     | 2 episodes                                                        |
| 2005       | Charmed                                             | Jack Brody                               | Episode: "Ordinary Witches"                                       |
| 2006       | Numb3rs                                             | Richard Clast                            | Episode: "Hardball"                                               |
| 2006       | Related                                             | Danny                                    | Episode: "Related"                                                |
| 2006–2007  | The Unit                                            | Wilson James                             | 5 episodes                                                        |
| 2006–2007  | What About Brian                                    | Richard Povich                           | 6 episodes                                                        |
| 2007       | The Sarah Silverman Program                         | Cable Guy                                | Episode: "Muffin' Man"                                            |
| 2007–2015  | Mad Men                                             | Don Draper                               | 92 episodes; also director and producer                           |
| 2008–2015  | Saturday Night Live                                 | Himself (host)                           | 10 episodes                                                       |
| 2009–2012  | 30 Rock                                             | Dr. Drew Baird, Abner, David Brinkley    | 7 episodes                                                        |
| 2010       | The Simpsons                                        | FBI Investigator (voice)                 | Episode: "Donnie Fatso"                                           |
| 2010, 2012 | Conan                                               | Don Draper                               | 2 episodes                                                        |
| 2010–2016  | Childrens Hospital                                  | Derrick Childrens, Arthur Childrens      | 6 episodes                                                        |
| 2011       | Robot Chicken                                       | Various Voices                           | 2 episodes                                                        |
| 2012       | The Increasingly Poor Decisions of Todd Margaret    | Himself                                  | 4 episodes                                                        |
| 2012       | Comedy Bang! Bang!                                  | Himself                                  | Episode: "Jon Hamm Wears A Light Blue Shirt & Silver Watch"       |
| 2012       | Martha Speaks                                       | Ham Johnson (voice)                      | Episode: "Cora! Cora! Cora!/Cora Encore!"                         |
| 2012       | Metalocalypse                                       | Sultan Jamawa (voice)                    | Episode: "Writersklok"                                            |
| 2012       | American Dad!                                       | Himself (voice)                          | Episode: "Can I Be Frank (With You)"                              |
| 2012       | Family Guy                                          | Himself (voice)                          | Episode: "Ratings Guy"                                            |
| 2012, 2013 | The Greatest Event in Television History            | Rick Simon, Ghost of Jon Hamm            | 2 episodes                                                        |
| 2012–2013  | A Young Doctor's Notebook                           | Older Dr. Vladimir Bomgard               | 8 episodes; also executive producer                               |
| 2013       | Bob's Burgers                                       | O.T. (voice)                             | Episode: "O.T.: The Outside Toilet"                               |
| 2013       | Archer                                              | Captain Murphy (voice)                   | 2 episodes                                                        |
| 2013       | 2013 ESPY Awards                                    | Himself (host)                           | Television special                                                |
| 2013       | Clear History                                       | Will Haney                               | Television film                                                   |
| 2014       | Web Therapy                                         | Jeb Masters                              | 2 episodes                                                        |
| 2014       | Black Mirror                                        | Matt Trent                               | Episode: "White Christmas"                                        |
| 2014–2015  | Parks and Recreation                                | Ed                                       | 2 episodes                                                        |
| 2015–2019  | Unbreakable Kimmy Schmidt                           | Reverend Richard Wayne Gary Wayne        | 13 episodes                                                       |
| 2015       | 7 Days in Hell                                      | Narrator (voice)                         | Television film                                                   |
| 2015       | Wet Hot American Summer: First Day of Camp          | Falcon                                   | 4 episodes                                                        |
| 2015       | Toast of London                                     | Himself                                  | Episode: "Hamm on Toast"                                          |
| 2016       | Wander Over Yonder                                  | Cartoon Lord Hater (voice)               | Episode: "The Cartoon"                                            |
| 2016       | Angie Tribeca                                       | McCormick                                | Episode: "Fleas Don't Kill Me"                                    |
| 2016       | All or Nothing: A Season with the Arizona Cardinals | Narrator (voice)                         | 8 episodes                                                        |
| 2016       | The Last Man on Earth                               | Darrell                                  | Episode: "General Breast Theme with Cobras"                       |
| 2016–2018  | The Amazing Gayl Pile                               | C.A.M. (Condo Automation Module) (voice) | 8 episodes                                                        |
| 2017       | SpongeBob SquarePants                               | Don Grouper (voice)                      | Episode: "Goodbye, Krabby Patty?"                                 |
| 2017       | Tour de Pharmacy                                    | Narrator (voice)                         | Television film                                                   |
| 2017       | All or Nothing: A Season with the Los Angeles Rams  | Narrator (voice)                         | 8 episodes                                                        |
| 2017       | Big Mouth                                           | Scallops (voice)                         | Episode: "I Survived Jessi's Bat Mitzvah"                         |
| 2018       | Legion                                              | The Narrator (voice)                     | 7 episodes                                                        |
| 2018       | Barry                                               | Himself                                  | Episode: "Chapter Four: Commit ... to YOU"                        |
| 2018       | Random Acts of Flyness                              | Himself                                  | Episode: "What are your thoughts on raising free black children?" |
| 2018       | I Love You, America with Sarah Silverman            | Abraham Lincoln                          | Episode: "Hall of Presidents"                                     |
| 2018       | Big City Greens                                     | Louis (voice)                            | Episode: "Big Deal/Forbidden Feline"                              |
| 2019       | Good Omens                                          | Archangel Gabriel                        | 5 episodes                                                        |

### Musikvideo
| Year | Artist                          | Song                             | Role            |
| ---- | ------------------------------- | -------------------------------- | --------------- |
| 2011 | The Lonely Island (ft. Rihanna) | "Shy Ronnie 2: Ronnie & Clyde"   | Bank Hostage    |
| 2011 | Herman Düne                     | "Tell Me Something I Don't Know" | Cadillac driver |
| 2012 | Aimee Mann                      | "Labrador"                       | Tom Scharpling  |